# Trinia glauca
Trinia glauca är en växtart i släktet Trinia och familjen flockblommiga växter. Den beskrevs av Carl von Linné som Pimpinella glauca, och fick sitt nu gällande namn av Barthélemy Dumortier 1827.
Arten är en perenn ört som förekommer över stora delar av Europa samt i Turkiet och Iran.

## Underarter
Arten delas in i följande underarter:
- T. g. carniolica
- T. g. glauca
- T. g. pindica